# جيمس كي. جالبرايث
جيمس كي. جالبرايث (بالإنجليزية: James K. Galbraith) (و. 1952  م) هو اقتصادي، وأستاذ جامعي، وكاتب غير روائي، وصحفي أمريكي، ولد في غاري , إنديانا، وهو عضوٌ في أكاديمية لينسيان.

## التعليم
تعلم في جامعة هارفارد، وجامعة ييل، وكلية الملك في كامبريدج.

## جوائز
حصل على جوائز منها:
- جائزة ليونتييف لتعزيز آفاق الفكر الاقتصادي  [لغات أخرى]‏ (2014)[5]
- منحة مارشال.

## روابط خارجية
- جيمس كي. جالبرايث على موقع مونزينجر (الألمانية)
- جيمس كي. جالبرايث على موقع إن إن دي بي (الإنجليزية)